# Simon Grayson
Simon Nicholas Grayson (* 16. Dezember 1969 in Ripon, England) ist ein ehemaliger englischer Fußballspieler und aktueller -trainer. Als Spieler war er zwischen 1988 und 2005 unter anderem für Leicester City, Aston Villa und den FC Blackpool aktiv.

## Spielerkarriere
Der aus der eigenen Nachwuchsabteilung stammende Simon Grayson startete 1988 seine Spielerlaufbahn beim englischen Erstligisten Leeds United. Der Abwehrspieler schaffte es jedoch nicht, sich gegen die hochkarätige Konkurrenz wie Chris Fairclough, Tony Dorigo und Mel Sterland durchzusetzen. Nach nur zwei Ligaspielen in knapp vier Jahren wechselte er im März 1992 zu Leicester City. Leeds holte derweil in der Saison 1991/92 den Meistertitel.
Mit seiner neuen Mannschaft verbrachte er die folgenden zwei Jahre in der zweiten englischen Liga. In der Saison 1993/94 erreichte Leicester City durch einen 2:1-Sieg im Play-off-Finale gegen Derby County den Aufstieg in die 1992 neu eingeführte Premier League. Die Rückkehr in die Erstklassigkeit beschränkte sich zunächst auf ein Jahr, denn City stieg als Vorletzter direkt wieder aus der Premier League 1994/95 ab. Doch auch der erneute Start in der zweiten Liga endete nach nur einem Jahr mit dem direkten Wiederaufstieg. Erneut gewann der Verein das Play-off-Finale, diesmal 2:1 gegen Crystal Palace. Der erneute Anlauf in der Premier League 1996/97 verlief diesmal deutlich erfolgreicher. Die seit 1995 von Martin O’Neill trainierte Mannschaft um Grayson, Kasey Keller und Emile Heskey belegte den neunten Tabellenrang und gewann zudem den Titel im League Cup gegen den FC Middlesbrough. Trotz dieser Erfolge verließ Simon Grayson den Verein und schloss sich für 1,3 Mio. Pfund dem Ligarivalen Aston Villa an.
Nach einem siebenten Platz mit Villa in der Premier League 1997/98 spielte Grayson im Folgejahr auch erstmals im internationalen Wettbewerb. Aston Villa scheiterte jedoch bereits in der 2. Runde des UEFA-Pokal 1998/99 am spanischen Vertreter Celta Vigo. Es folgten weitere Stationen von 1999 bis 2002 bei den Blackburn Rovers und von 2002 bis 2005 beim Drittligisten FC Blackpool.

## Trainerkarriere

### FC Blackpool
Am 10. November 2005 übernahm Simon Grayson in Blackpool den Trainerposten bei den Seasiders. Der bis Juni 2005 als Mannschaftskapitän für den Verein tätige Grayson löste seinen Vorgänger und vormaligen Trainer Colin Hendry ab. Nach dem gesicherten Klassenerhalt 2005/06 führte er seine Mannschaft in der Saison 2006/07 auf den dritten Platz der drittklassigen Football League One. Im anschließenden Play-off-Finale bezwang Blackpool in Wembley den Tabellenfünften Yeovil Town mit 2:0 und kehrte damit nach 30 Jahren wieder in die zweithöchste englische Spielklasse zurück. Die Rückkehr in die zweite Liga konnte in der Football League Championship 2007/08 mit dem knapp erreichten Klassenerhalt zusätzlich gefeiert werden. Im Verlauf der Saison 2008/09 beendete Simon Grayson seine dreijährige Trainertätigkeit in Blackpool und übernahm die frei gewordene Trainerstelle bei Leeds United.

### Leeds United
Bei dem Traditionsverein aus Leeds war zuvor Gary McAllister entlassen worden. Grayson führte den Verein im Verlauf der Spielzeit noch auf den vierten Tabellenplatz in der drittklassigen Football League One. In den anschließenden Play-offs scheiterte das Team jedoch am Fünften FC Millwall. In der Saison 2009/10 lief es dafür besser für die Mannschaft und durch einen zweiten Platz hinter Drittliga-Meister Norwich City stieg United in die Football League Championship auf. Auch die neue Saison in der Football League Championship 2010/11 verlief für den Aufsteiger erfolgreich. Leeds erreichte den siebten Tabellenrang und verfehlte damit den Einzug in die Play-offs nur um einen Platz. Im Verlauf der Saison 2011/12 wurde Grayson am 1. Februar 2012 entlassen. United belegte zu diesem Zeitpunkt den zehnten Tabellenrang und der Vorstand sah nach zuletzt wechselnden Ergebnissen den erhofften Aufstieg gefährdet.

### Huddersfield Town
Am 20. Februar 2012 übernahm Simon Grayson den Trainerposten beim Drittligisten Huddersfield Town und führte den Verein nach einem Erfolg im Play-off-Finale der Football League One 2011/12 in die zweite Liga. Nach einem guten Start in die Football League Championship 2012/13 verschlechterten sich die Leistungen der Mannschaft im Saisonverlauf deutlich, ehe Grayson am 24. Januar 2013 entlassen wurde.

### Preston North End
Knapp einen Monat nach seiner Entlassung in Huddersfield wurde Grayson am 18. Februar 2013 als neuer Trainer des Drittligisten Preston North End vorgestellt. In der Football League One 2013/14 führte er den Verein als Tabellenfünfter in die Play-offs, scheiterte jedoch vorzeitig an Rotherham United. Eine Saison später zog er mit Preston erneut in die Play-offs ein und erreichte durch einen 4:0-Finalsieg gegen Swindon Town den Aufstieg in die zweite Liga. Auch in der Football League Championship 2015/16 konnte er mit dem Aufsteiger erfolgreich agieren und als Tabellenelfter den Klassenerhalt sichern. Nach einer weiteren Spielzeit im Tabellenmittelfeld entschied er sich den Verein zu verlassen und zum AFC Sunderland zu wechseln.

### AFC Sunderland
Am 29. Juni 2017 gab der Premier-League-Absteiger AFC Sunderland die Verpflichtung von Simon Grayson bekannt. Nach nur 18 Pflichtspielen und nur einem Sieg aus 15 Ligapartien wurde Grayson bereits Ende Oktober 2017 wieder entlassen.

### Bradford City
Im Februar 2018 übernahm Grayson das Traineramt beim Drittligisten Bradford City. Er wurde damit der erste Trainer, der die drei großen Vereine in West Yorkshire – Bradford City, Huddersfield Town und Leeds United – betreute. Grayson verließ den Klub am Saisonende mit Ablauf seines Vertrages wieder. Zuvor hatte er lediglich drei von 14 Ligaspielen gewonnen und der zum Zeitpunkt seiner Übernahme als Aufstiegskandidat gehandelte Klub beendete die Saison auf Rang 11.

### FC Blackpool
Am 6. Juli 2019 wurde Grayson als Nachfolger von Terry McPhillips bei Blackpool vorgestellt. Grayson stand mit dem Klub Mitte Dezember 2019 noch auf dem vierten Tabellenplatz, ehe eine Serie von nur einem Sieg aus zwölf Spielen dafür sorgte, dass er am 12. Februar 2020 auf dem 15. Platz liegend entlassen wurde.

### Fleetwood Town
Ende Januar 2021 übernahm Grayson den Drittligisten Fleetwood Town, bei dem er einen Vertrag bis Saisonende unterzeichnete. Grayson führte den Klub in der Saison 2020/21 auf einen Platz im Tabellenmittelfeld. Bereits im März 2021 hatte er einen neuen, langfristigen Vertrag unterschrieben. Nach einer Serie von acht sieglosen Spielen wurde er gemeinsam mit seinem Assistenten David Dunn im November 2021 auf dem 22. Tabellenplatz liegend entlassen.